# Orc (RPG)

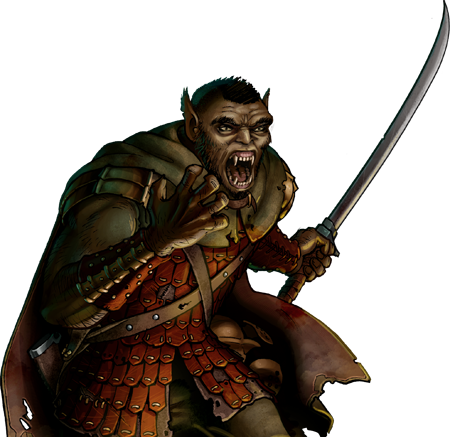
Orc guerreiro

Orc é nome dado a um tipo de criatura presente nos jogos de RPG. Os orcs costumam ser ciclopes, orcs normais, trolls, goblins ou wyverns. Os orcs se diferem de trolls,  goblins e  ogros pelos seguintes fatos:são os mais organizados, tanto militar como civilmente, tendo exercito e vivendo em cidades, diferente dos trolls que vivem em tribos e dos ogros que vivem como animais selvagens, possuem uma variedade de tons de verde maior que de outras cores, diferente dos ogros que só tem um tom de verde, goblins que tem tons de azul e amarelo, e trolls que são roxos e vermelhos.
Os orcs normalmente são tratados como seres violentos, bestiais, e quase sempre como vilões, porém os meio-orcs (filhos de orcs com humanos ou elfos) são tratado como renegados, tal como os meios-elfos, por agirem como heróis, algumas vezes, e por não serem "puros".